# Pīrvezg
Pīrvezg (persiska: پيروزگ) är en ort i Iran.   Den ligger i provinsen Kohgiluyeh och Buyer Ahmad, i den centrala delen av landet, 600 km söder om huvudstaden Teheran. Pīrvezg ligger 1 963 meter över havet och antalet invånare är 111.
Terrängen runt Pīrvezg är kuperad. Runt Pīrvezg är det ganska tätbefolkat, med 75 invånare per kvadratkilometer. Närmaste större samhälle är Yasuj, 17,6 km öster om Pīrvezg. Omgivningarna runt Pīrvezg är i huvudsak ett öppet busklandskap.